# Linia kolejowa Bakov nad Jizerou – Jedlová
Linia kolejowa Bakov nad Jizerou – Jedlová – jednotorowa, regionalna i niezelektryfikowana linia kolejowa w Czechach. Łączy stację Bakov nad Jizerou i Jedlová. Przebiegi przez terytorium trzech krajów: środkowoczeskiego, libereckiego i usteckiego.